# Holmtjärnarna (Frostvikens socken, Jämtland, 718068-146770)
Holmtjärnarna är en sjö i Strömsunds kommun i Jämtland och ingår i Ångermanälvens huvudavrinningsområde. Sjön har en area på 0,167 kvadratkilometer och ligger 487,1 meter över havet.

## Delavrinningsområde
Holmtjärnarna ingår i det delavrinningsområde (718020-147016) som SMHI kallar för Mynnar i Stor-Dabbsjön. Medelhöjden är 600 meter över havet och ytan är 25,39 kvadratkilometer. Det finns inga avrinningsområden uppströms utan avrinningsområdet är högsta punkten. Kvarnbäcken som avvattnar avrinningsområdet har biflödesordning 3, vilket innebär att vattnet flödar genom totalt 3 vattendrag innan det når havet efter 281 kilometer. Avrinningsområdet består mestadels av skog (76 procent) och kalfjäll (17 procent). Avrinningsområdet har 0,42 kvadratkilometer vattenytor vilket ger det en sjöprocent på 1,7 procent.